# Grigny, Pas-de-Calais

Grigny este o comună în departamentul Pas-de-Calais, Franța. În 1 ianuarie 2022 avea o populație de 292 de locuitori.